# Maria Probst
Maria Probst (geb. Mayer; * 1. Juli 1902 in München; † 1. Mai 1967 ebenda) war eine deutsche Politikerin (CSU). Sie war Mitglied des Bayerischen Landtages und des Deutschen Bundestages. Von 1965 bis 1967 war sie Vizepräsidentin des Deutschen Bundestages.

## Leben und beruflicher Werdegang
Maria Probst – Tochter des deutschen Diplomaten Wilhelm Mayer und seiner Ehefrau – studierte nach dem Abitur Geschichte und Germanistik in Freiburg im Breisgau, Zürich und München. Sie wurde 1930 promoviert. Während der Ehe mit dem Landtagsabgeordneten Alfons Probst wurden zwei Töchter geboren. Alfons fiel am Ende des Zweiten Weltkrieges. Erst 1949 wurde Maria Probst über den Tod ihres Mannes offiziell informiert. Sie hatte zu Kriegsende weder eine eigene Wohnung noch hatte sie Unterstützung, sich um die beiden Kinder zu kümmern. Nach dem Krieg arbeitete sie in Hammelburg als Lehrerin und Redakteurin, wo sie auch ihre politische Karriere begann.

## Politik

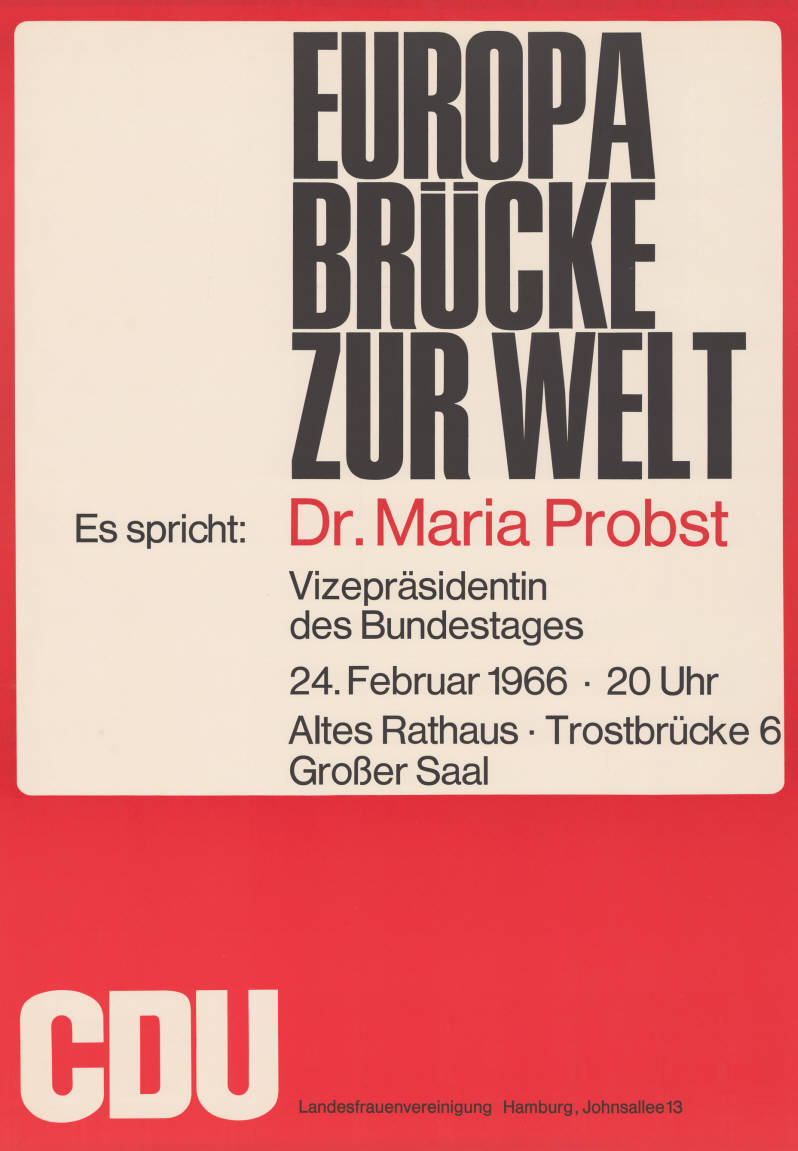
Bereits 1966 ein Thema für Probst: Europa

Maria Probst war eine der Gründerinnen der CSU und wurde 1946 Mitglied des Bayerischen Landtages. Dem Deutschen Bundestag gehörte sie seit dessen erster Wahl 1949 bis zu ihrem Tode 1967 an. Sie vertrat als stets direkt gewählte Abgeordnete den Wahlkreis Karlstadt im Parlament. Der Wahlkreis umfasste die damaligen Landkreise Neustadt/Saale, Bad Brückenau, Gemünden, Hammelburg, Karlstadt, Lohr, Marktheidenfeld und dann auch Alzenau. Vom 1. Oktober 1952 bis zum 26. Juni 1953 leitete sie den Parlamentarischen Untersuchungsausschuss zur Prüfung der unzulänglichen Einstellungen von Schwerbeschädigten bei den Bundesdienststellen. 1957 bis 1965 war sie stellvertretende Vorsitzende des Bundestagsausschusses für Kriegsopfer- und Heimkehrerfragen. Vom 9. Dezember 1965 bis zu ihrem Tode war sie die erste Frau im Amt eines Bundestagsvizepräsidenten. Der Bundestag gedachte am 10. Mai 1967 ihrer in einer Trauersitzung.
1961 brachte sie mit einigen Fraktionskollegen einen Antrag zur Änderung des Grundrechts der Lehrfreiheit (Artikel 5 Absatz 3 Satz 2 Grundgesetz) ein, der feststellen sollte, dass die Lehrfreiheit nicht von der Treue zur Verfassung entbinde und lediglich im Rahmen der allgemeinen sittlichen Ordnung gelte. Der Antrag wurde jedoch nicht verabschiedet.
Neben ihrer Arbeit für soziale Themen engagierte sich Probst für die Aussöhnung mit Frankreich und die Gleichberechtigung der Frau.
Vom 27. Februar 1958 bis zum 21. Dezember 1965 war sie auch Mitglied des Europaparlaments.

### Spitznamen
Probsts Engagement für soziale Zwecke war berühmt-berüchtigt. Im sogenannten „teuersten Mittagessen der Weltgeschichte“ überredete sie Bundesfinanzminister Franz Etzel zu einer Verdopplung des Etats für Kriegsopfer auf eine halbe Milliarde D-Mark. Bundeskanzler Konrad Adenauer nannte sie daher auch die „teuerste Frau des Bundestages“. Während man sie in der Bevölkerung wegen ihrer Leistungen „Maria Hilf“ nannte, bezeichnete man sie in den Ministerien aufgrund ihres Einsatzes, mit dem sie Gelder für Sozialleistungen erstritt, „Maria Heimsuchung“.

## Ehrungen und Auszeichnungen
Am 3. Juli 1959 erhielt sie den Bayerischen Verdienstorden, den der Landtag am 11. Juni 1957 gestiftet hatte. Mindestens zehn fränkische Gemeinden, darunter Gemünden am Main, Hammelburg und Karlstadt ernannten sie zur Ehrenbürgerin.
Im Mai 1965 wurde ihr das Große Bundesverdienstkreuz verliehen.
Nach Maria Probst sind benannt:
- Dr.-Maria-Probst-Halle in Wasserlosen
- Maria-Probst-Realschule in München
- Dr.-Maria-Probst-Fachschule für Heilerziehungspflege und Heilerziehungspflegehilfe (Würzburg)
- Dr.-Maria-Probst-Seniorenheim der Heß’schen Stiftung Hammelburg
- Dr.-Maria-Probst-Straße in 97082 Würzburg (Zellerau)[5]
- Maria-Probst-Straße in 80939 München (Euro-Industriepark)[6]
- Maria-Probst-Straße in 69151 Neckargemünd (Wiesenbacher Tal)
- Maria-Probst-Straße in 69123 Heidelberg (Wieblingen)
- Aktion Maria Probst e. V. (Regensburg).

Am 16. Oktober 1997 erschien in der Dauermarkenserie der Deutschen Post „Frauen der deutschen Geschichte“ eine Briefmarke zu Ehren von Maria Probst.